# Bestair

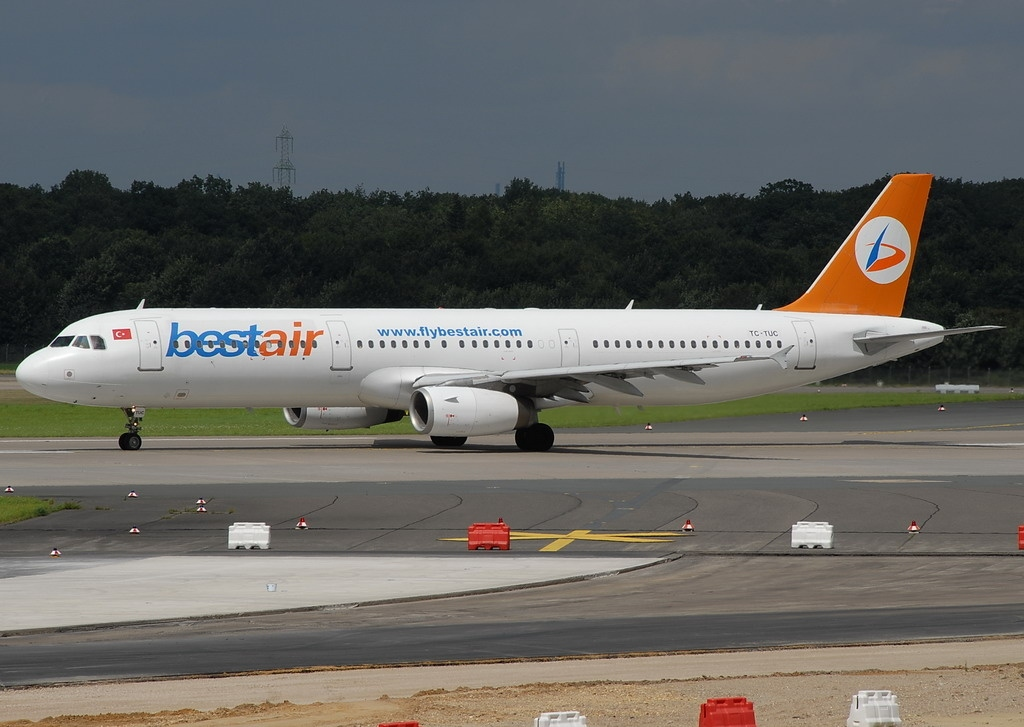
Airbus A321 в аеропорту Дюссельдорфа

Bestair — турецька чартерна авіакомпанія, яка існувала з 2005 по 2010 рік. Базовим аеропортом був Стамбульський аеропорт імені Ататюрка.

## Історія
Авіакомпанія була створена у грудні 2005 року як дочірня компанія Tunca Group. 
Першим літаком авіакомпанії був McDonnell Douglas MD-82 куплений у авіакомпанії MNG Airlines. Польоти на ньому стартували влітку 2006 року. У планах було літати з Туреччини в Німеччину, Францію, Боснію і Герцеговину. Для цього планувалося придбати три літаки Airbus A321 після жовтня 2006 року.
З 2007 року літаки періодично віддавалися в лізинг авіакомпаніям Mihin Lanka, Onur Air, Ariana Afghan Airlines, Mahan Airlines.
У підсумку жовтні 2009 року авіакомпанія припинила польоти.
На лютий 2010 не була завершена процедура банкрутства авіакомпанії.

## Флот
Флот Bestair включав в себе один літак McDonnell Douglas MD-82 (TC-TUA) і два літаки Airbus A321 (TC-TUB і TC-TUC).

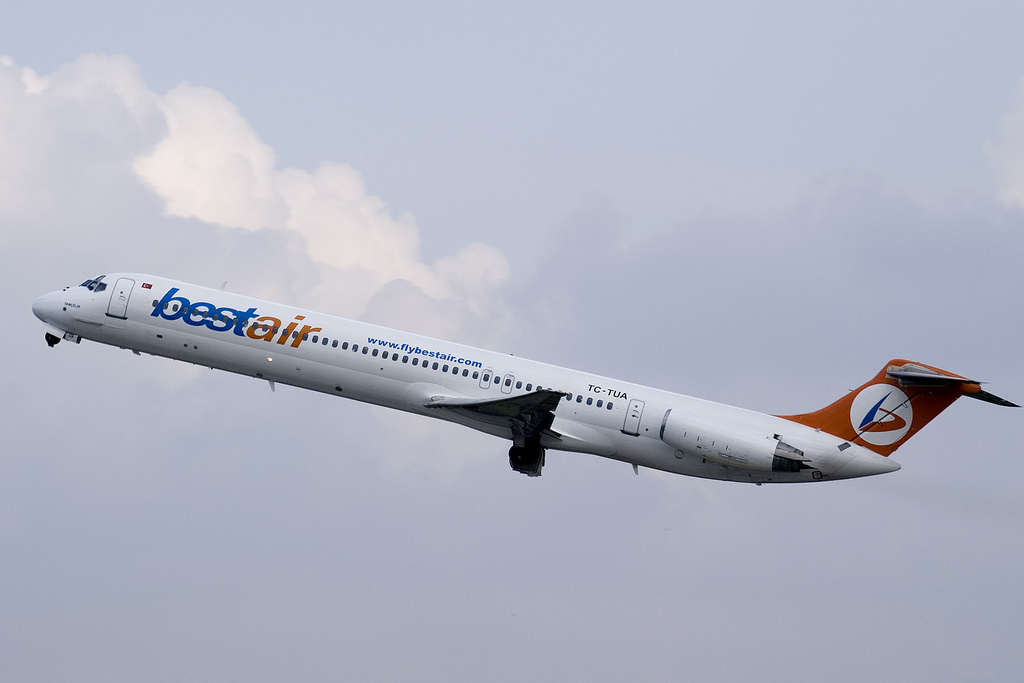
Зліт McDonnell Douglas MD-82 (TC-TUA) в аеропорту Штутгарта
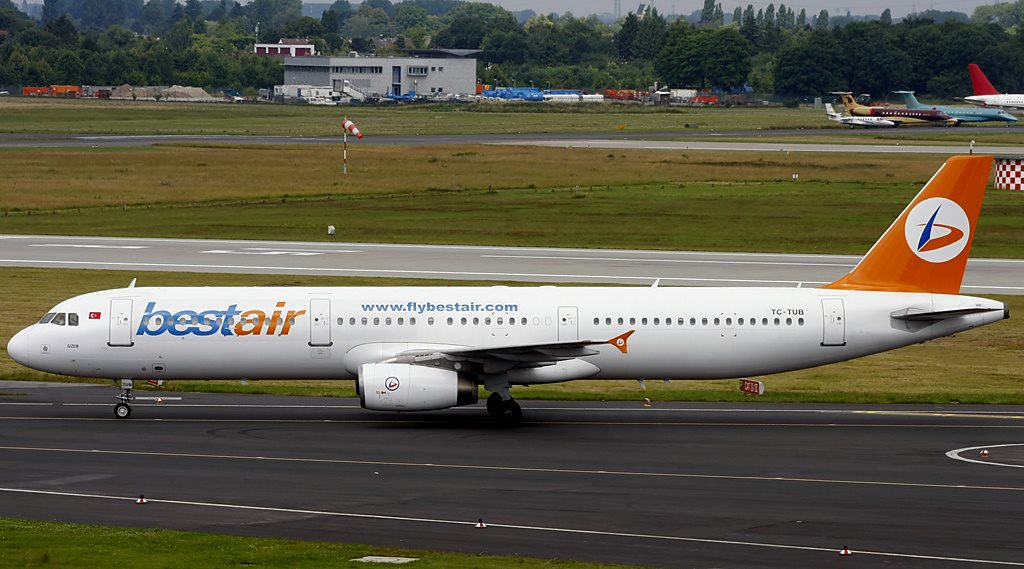
Airbus A321 (TC-TUB) в аеропорту Дюссельдорфа
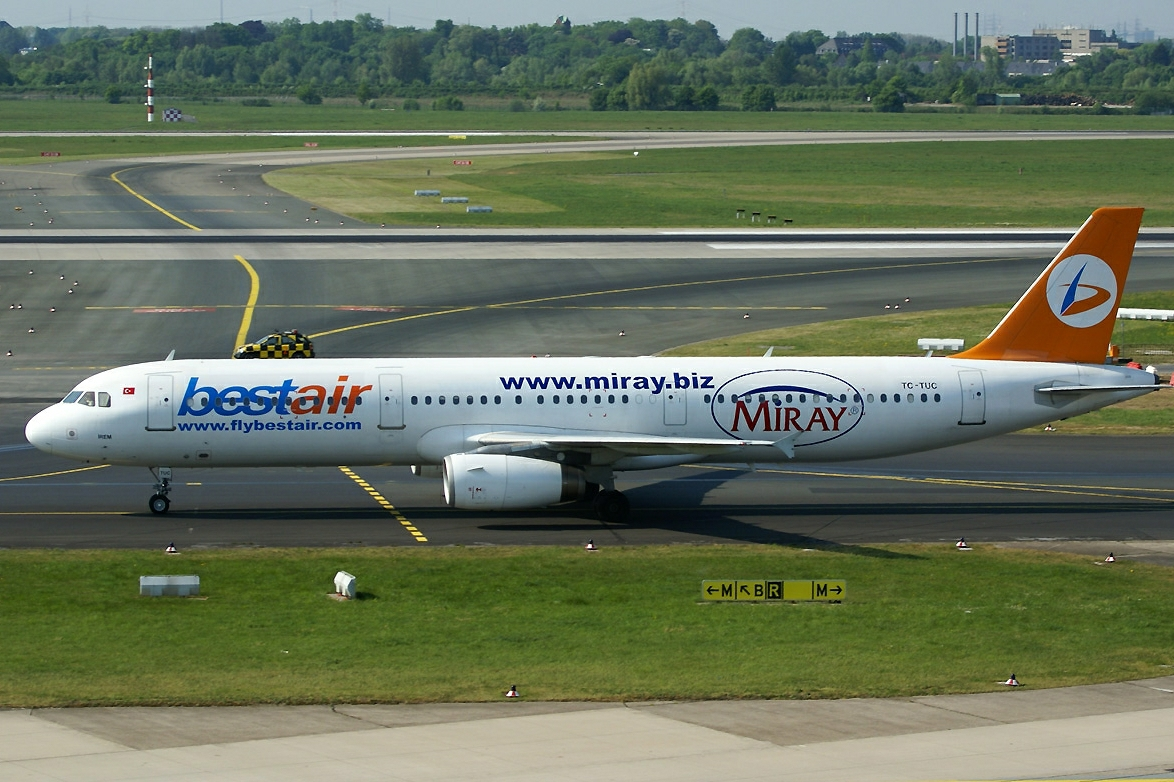
Airbus A321 (TC-TUC) в аеропорту Дюссельдорфа